# Simopelta minima
Simopelta minima är en myrart som först beskrevs av Brandao 1989.  Simopelta minima ingår i släktet Simopelta och familjen myror. Inga underarter finns listade i Catalogue of Life.